# 도미야마촌 (시마네현)
도미야마촌(富山村)은 일본 시마네현 아노군에 설치되었던 촌이다. 현재의 오다시, 이즈모시의 일부에 해당한다.